# Ove C. Alminde
Ove Carrit Alminde (født 20. januar 1933, død 4. marts 2014) var en dansk borgmester i Birkerød Kommune for Konservative og senere løsgænger.
Han blev valgt til byrådet i Birkerød i 1985 for Det Konservative Folkeparti. Fra 1993 til 1997 og igen fra 2001 til 2007 (hvor Birkerød Kommune som følge af strukturreformen blev en del af Rudersdal Kommune) var Ove C. Alminde borgmester i Birkerød.
Op til valget i 2005 – det første valg til de nye kommuner – blev Ole C. Alminde vraget som spidskandidat for Det Konservative Folkeparti til fordel for Christian Kjær. Som følge heraf meldte Ole C. Alminde sig ud af partiet og blev løsgænger. Flere andre konservative byrådsmedlemmer fulgte hans eksempel.